# Темелія
Темелія (рум. Temelia) — село у повіті Бакеу в Румунії. Входить до складу комуни Гура-Веїй.
Село розташоване на відстані 214 км на північ від Бухареста, 31 км на південь від Бакеу, 111 км на південний захід від Ясс, 131 км на північний захід від Галаца, 120 км на північний схід від Брашова.

## Населення
За даними перепису населення 2002 року у селі проживали 900 осіб.
Національний склад населення села:
| Національність | Кількість осіб | Відсоток |
| -------------- | -------------- | -------- |
| румуни         | 814            | 90,4%    |
| цигани         | 85             | 9,4%     |

Рідною мовою назвали:
| Мова      | Кількість осіб | Відсоток |
| --------- | -------------- | -------- |
| румунську | 839            | 93,2%    |
| циганську | 60             | 6,7%     |